# Xiloxochico
Xiloxochico är en ort i Mexiko.   Den ligger i kommunen Xilitla och delstaten San Luis Potosí, i den centrala delen av landet, 220 km norr om huvudstaden Mexico City. Xiloxochico ligger 602 meter över havet och antalet invånare är 165.
Terrängen runt Xiloxochico är kuperad österut, men västerut är den bergig. Runt Xiloxochico är det ganska tätbefolkat, med 90 invånare per kvadratkilometer. Närmaste större samhälle är Villa Terrazas, 12,7 km nordost om Xiloxochico. I omgivningarna runt Xiloxochico växer i huvudsak städsegrön lövskog.